# Gerard Deulofeu

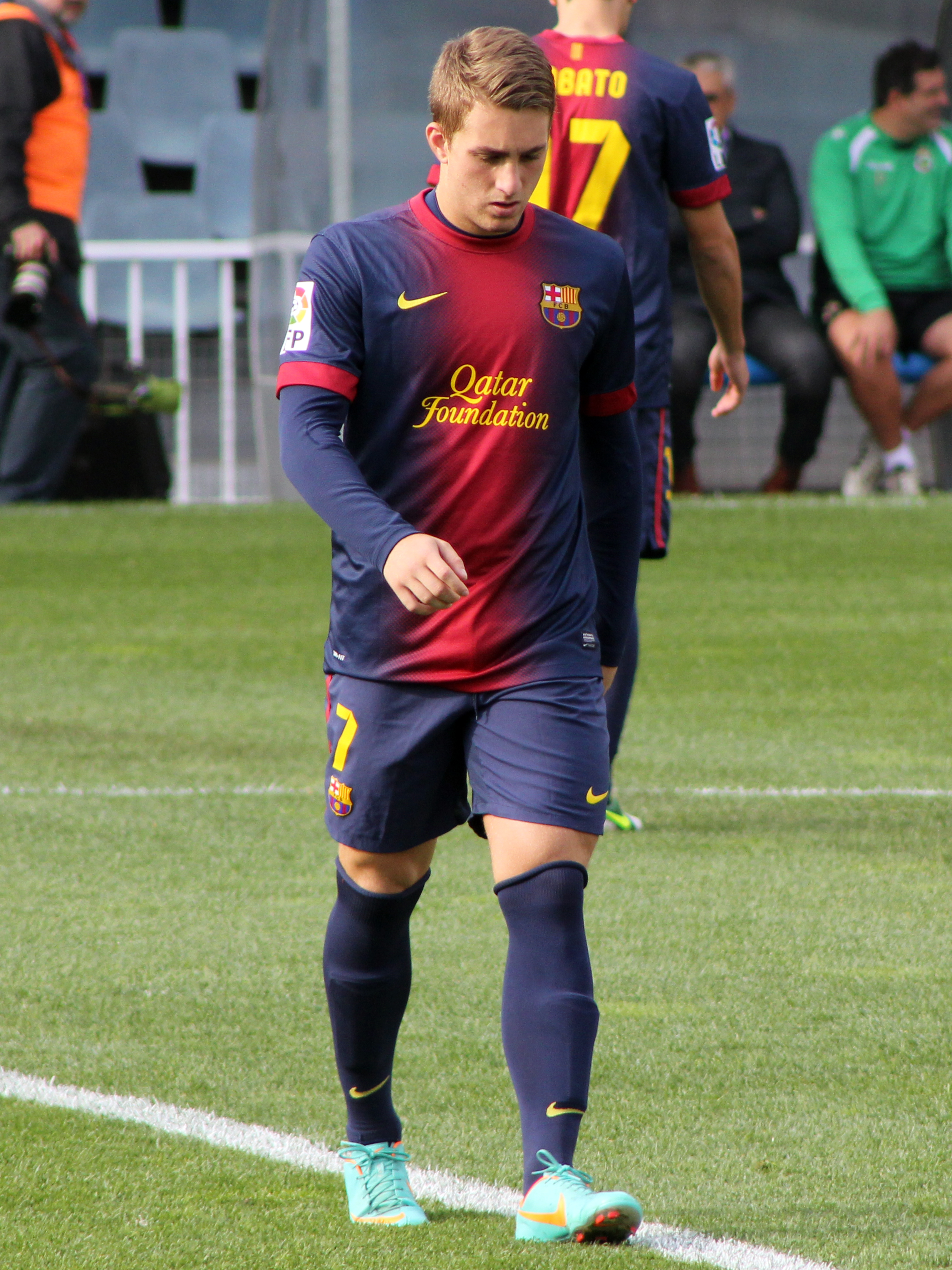
2012-ben Deulofeu a Barcelona B csapat színeiben.

Gerard Deulofeu Lázaro (Spanyolország, 1994. március 13. –) spanyol labdarúgó csatár.

## Pályafutása

### Klub

#### FC Barcelona
Kilencéves kora óta a Barcelonában szerepel és mindig kitűnt az aktuális korosztályos csapatból. Helyzet felismerése és gyorsasága a legfőbb erőssége. A 2011-12-es szezonban mutatkozott be a Barcelona B csapatában a Segunda División-ben Luis Enrique vezetőedző irányítása alatt. A Córdoba CF ellen mutatkozott be csereként a 75. percben ez volt az egyetlen mérkőzése a csapatban a szezon során. Ebben a szezonban a felnőtteknél egy alkalommal a kispadra nevezte Pep Guardiola a Real Sociedad ellen.
A 2011-12-es szezonban alapembere lett a Eusebio Sacristán vezette B csapatnak, ahol az első gólját a Hércules CF ellen szerezte meg. 9 góllal zárta a szezont a csapatban. 2011. október 29-én a RCD Mallorca ellen mutatkozott be a felnőtteknél a bajnokságban, amivel napra pontosan (17 évesen) megfelelően mutatkozott be, mint Raúl González Blanco a Real Madrid CF egykori játékosa, legendája. Egy mérkőzésen a Bajnokok Ligájában a BATE Bariszav elleni vendég mérkőzésen. is pályára lépett.
A következő szezonban felmerült, hogy kölcsönben Angliába kerül a Liverpool-hoz vagy a Queens Park Rangers-höz, de a felnőtt csapathoz való csatlakozása is a lehetőségek között volt. A Hamburger SV elleni nem hivatalos mérkőzésen szerezte meg az első gólját a felnőttek között. Végül maradt a B csapatban, ahol a szezonban az első mérkőzésén az UD Almería ellen mesterhármast szerzett. A Racing de Santander, a Girona FC, az SD Ponferradina és az UD Las Palmas elleni mérkőzéseken duplázott. A szezont 18 bajnoki találattal zárta a B csapatban. A felnőtt keretben bajnoki mérkőzésen a RCD Mallorca ellen lépett pályára Cesc Fàbregas cseréjeként.

### Everton
2013. július 10-én egy évre szóló kölcsönszerződést kötött az angol klubbal, amely színeiben az Everton FC mérkőzéseinek 50%-án pályára kell lépnie. Első gólját az Angol ligakupa 2. fordulójában a Stevenage FC ellen szerezte meg.

### Watford
2018. január 29-én a szezon hátralevő részére az angol élvonalbeli Watfordhoz került kölcsönbe. 2018. február 5-én, a Chelsea elleni 4–1-es győzelem alkalmával szerezte első gólját a Premier League-ben. Hét bajnokin egy gólt lőtt a kölcsönszerződése ideje alatt.
2018. június 11-én a Watford bejelentette, hogy él opciós jogával és hogy 13 millió euróért végleg megveszi Deulofeut a Barcelonától.

### Udinese
2020 októberében a szezon további részére kölcsönbe került az olasz Udinese csapatához. 2021 januárban végleg átigazolt a klubhoz három és fél évre. 2023. július 12-én 2026. június 30-ig meghosszabbította szerződését a klubbal. A 2023–24-es szezon nagy részét azonban kihagyta a 2023. januári Napoli elleni mérkőzésen szerzett térdsérülése miatt. A 2024–2024-es szezonban még mindig lábadozott a sérüléséből. 2025. január 16-án az Udinese-vel kötött szerződést közös megegyezéssel felbontották.

### Válogatott
Deulofeu a spanyol korosztályos válogatottak egyik legjobb játékosa. Az U16, U17, U19 és az U21-es csapatokban szerepelt eddig. Részt vett a U21-es válogatottal a 2011-es U19-es labdarúgó-Európa-bajnokságon és a 2012-es U19-es labdarúgó-Európa-bajnokságon és mind a két tornáról bajnok csapat tagjaként távozott.

## Sikerei, díjai

### Klub
Sevilla
- Európa-liga: 2014–15

Barcelona
- La Liga: 2017–18

### Válogatott
Spanyol U19
- U19-es Európa-bajnokság: 2011, 2012

Spanyol U17
- U17-es Európa-bajnokság döntős: 2010

### Egyéni
- U19-es Európa-bajnokság aranylabdása: 2012[22]

## Statisztika

### Klub
2013. augusztus 29. szerint.
| Klub             | Szezon           | Bajnokság | Bajnokság | Kupa    | Kupa  | Nemzetközi | Nemzetközi | Egyéb   | Egyéb | Összesen | Összesen |
| Klub             | Szezon           | Meccsek   | Gólok     | Meccsek | Gólok | Meccsek    | Gólok      | Meccsek | Gólok | Meccsek  | Gólok    |
| ---------------- | ---------------- | --------- | --------- | ------- | ----- | ---------- | ---------- | ------- | ----- | -------- | -------- |
| Barcelona B      | 2010–11          | 1         | 0         | —       | —     | —          | —          | —       | —     | 1        | 0        |
| Barcelona B      | 2011–12          | 34        | 9         | —       | —     | —          | —          | —       | —     | 34       | 9        |
| Barcelona B      | 2012–13          | 33        | 18        | —       | —     | —          | —          | —       | —     | 33       | 18       |
| Barcelona B      | Összesen         | 68        | 27        | —       | —     | —          | —          | —       | —     | 68       | 27       |
| Barcelona        | 2011–12          | 1         | 0         | 0       | 0     | 1          | 0          | 0       | 0     | 2        | 0        |
| Barcelona        | 2012–13          | 1         | 0         | 1       | 0     | 2          | 0          | 0       | 0     | 4        | 0        |
| Barcelona        | Összesen         | 2         | 0         | 1       | 0     | 3          | 0          | 0       | 0     | 6        | 0        |
| Everton          | 2013–14          | 0         | 0         | 1       | 1     | 0          | 0          | 0       | 0     | 1        | 1        |
| Everton          | Összesen         | 0         | 0         | 1       | 1     | 0          | 0          | 0       | 0     | 1        | 1        |
| Karrier összesen | Karrier összesen | 70        | 27        | 2       | 1     | 3          | 0          | 0       | 0     | 75       | 28       |

### Válogatott gólok

#### Spanyol U21
| 1                         | 2012. szeptember 10. | Estadio José Rico Pérez, Spanyolország | Horvátország | 2–0 | 6–0 | 2013-as U21-es labdarúgó-Európa-bajnokság selejtező |
| 2                         | 2012. november 13.   | Montepaschi Arena, Olaszország         | Olaszország  | 2–0 | 3–0 | Barátságos mérkőzés                                 |
| 3                         | 2013. február 5.     | Constant Vanden Stock Stadion, Belgium | Belgium      | 1–0 | 1–1 | Barátságos mérkőzés                                 |
| 2013. március 5. szerint. |                      |                                        |              |     |     |                                                     |